# Tramatza
Tramatza ist eine italienische Gemeinde (comune) in der Provinz Oristano mit 921 Einwohnern (Stand 31. Dezember 2023) im Westen Sardiniens.

## Verkehr
Durch die Gemeinde führt die Strada Statale 131 Carlo Felice von Cagliari nach Porto Torres.
Nördlich und südlich des Ortes liegen je zwei Nuraghen.

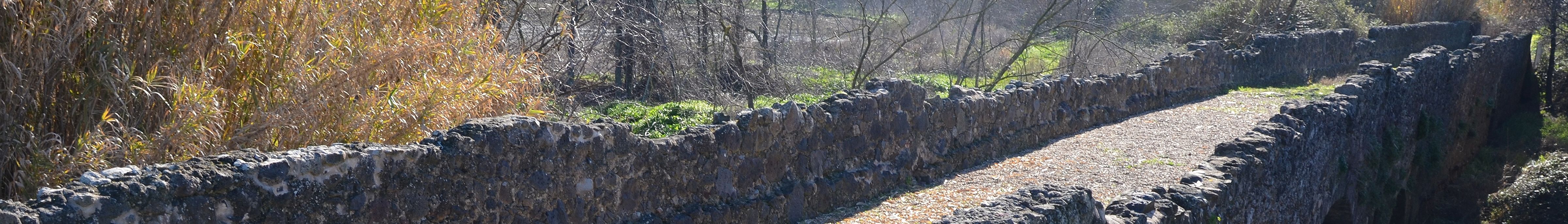
Römische Brücke